# Todus angustirostris
Todus angustirostris е вид птица от семейство Todidae.

## Разпространение
Видът е разпространен в Доминиканската република и Хаити.